# Bahnstrecke Berlin-Pankow–Berlin Schönhauser Allee
| Ein S-Bahn-Zug der Reichsbahn (re.) befährt von Schönhauser Allee kommend die Verbindungsstrecke nach Pankow, westlich der Mauer fährt ein S-Bahn-Zug der BVG (li.) nach Gesundbrunnen (1990). |                      |                                                        |                                                        |
| Streckennummer (DB): | 6001                 |                                                        |                                                        |
| Streckenlänge: | 2,1 km               |                                                        |                                                        |
| Spurweite: | 1435 mm (Normalspur) |                                                        |                                                        |
| Stromsystem: | 750 V =              |                                                        |                                                        |
| Zugbeeinflussung: | Bernauer Fahrsperre  |                                                        |                                                        |
| Zweigleisigkeit: | durchgehend          |                                                        |                                                        |
| |                      |                                                        |                                                        |
| \| \| \| Bahnstrecke Berlin–Szczecin von Bln-Blankenburg \| \| \| \| 4,895 \| Berlin-Pankow \| Berlin-Pankow \| \| \| 4,200 0,000 \| \| \| \| \| \| nach Bln-Schönholz \| \| \| \| \| nach Bln Bornholmer Straße (S-Bahn) \| \| \| \| \| Ngn (Abzw) nach Bln-Gesundbrunnen (F-Bahn) \| \| \| \| \| \| \| \| \| \| „Klötzchentunnel“ \| \| \| \| \| Vns (Abzw) Berliner Nordbahn n. Berlin Eberswalder Str \| \| \| \| \| \| \| \| \| \| Berlin Bornholmer Straße (Ost) (Bstg C+D; 1991–2003) \| \| \| \| \| \| \| \| \| \| Ringbahn von Bln-Gesundbrunnen (S-Bahn) \| \| \| \| \| Ringbahn von Bln-Gesundbrunnen (F-Bahn) \| \| \| \| \| \| \| \| \| \| Vpr (Bk, ehem. Abzw) \| \| \| \| \| \| \| \| \| 2,099 5,599 \| Berlin Schönhauser Allee \| Berlin Schönhauser Allee \| \| \| \| Ringbahn nach Bln Greifswalder Straße \| \| \| \| \| \| \| \| Dargestellt sind Strecken und Betriebsstellen im Jahr 2001 \| \| \| \| \| Quellen: [1][2][3][4][5] \| \| \| \| |                      |                                                        |                                                        |
| Strecke · Strecke |                      | Bahnstrecke Berlin–Szczecin von Bln-Blankenburg        | Bahnstrecke Berlin–Szczecin von Bln-Blankenburg        |
| S-Bahn-Halt · Dienststation / Betriebs- oder Güterbahnhof | 4,895                | Berlin-Pankow                                          | Berlin-Pankow                                          |
| Kilometer-Wechsel · Abzweig ehemals geradeaus und nach links · Strecke von rechts | 4,200 0,000          |                                                        |                                                        |
| Kreuzung links (Querstrecke außer Betrieb) · Kreuzung rechts (Strecken außer Betrieb) · Abzweig geradeaus und ehemals nach rechts |                      | nach Bln-Schönholz                                     | nach Bln-Schönholz                                     |
| Abzweig geradeaus und ehemals nach rechts · Strecke (außer Betrieb) · Strecke |                      | nach Bln Bornholmer Straße (S-Bahn)                    | nach Bln Bornholmer Straße (S-Bahn)                    |
| Kreuzung (Querstrecke außer Betrieb) · Strecke quer · Strecke nach rechts · Strecke nach halbrechts |                      | Ngn (Abzw) nach Bln-Gesundbrunnen (F-Bahn)             | Ngn (Abzw) nach Bln-Gesundbrunnen (F-Bahn)             |
| Abzweig ehemals geradeaus und nach halblinks · Strecke nach halbrechts und von halblinks |                      |                                                        |                                                        |
| Abzweig ehemals geradeaus und von halblinks · Strecke nach halblinks und von halbrechts |                      | „Klötzchentunnel“                                      | „Klötzchentunnel“                                      |
| Abzweig geradeaus und ehemals nach rechts · Strecke von halbrechts |                      | Vns (Abzw) Berliner Nordbahn n. Berlin Eberswalder Str | Vns (Abzw) Berliner Nordbahn n. Berlin Eberswalder Str |
| |                      |                                                        |                                                        |
| Strecke · S-Bahn-Halt |                      | Berlin Bornholmer Straße (Ost) (Bstg C+D; 1991–2003)   | Berlin Bornholmer Straße (Ost) (Bstg C+D; 1991–2003)   |
| |                      |                                                        |                                                        |
| Kreuzung geradeaus oben (Querstrecke außer Betrieb) · Strecke quer (außer Betrieb) · Abzweig geradeaus und ehemals von rechts |                      | Ringbahn von Bln-Gesundbrunnen (S-Bahn)                | Ringbahn von Bln-Gesundbrunnen (S-Bahn)                |
| Kreuzung geradeaus oben (Querstrecke außer Betrieb) · Strecke von rechts (außer Betrieb) · Strecke |                      | Ringbahn von Bln-Gesundbrunnen (F-Bahn)                | Ringbahn von Bln-Gesundbrunnen (F-Bahn)                |
| Strecke nach links · Abzweig ehemals geradeaus und von rechts · Strecke |                      |                                                        |                                                        |
| Blockstelle · Strecke |                      | Vpr (Bk, ehem. Abzw)                                   | Vpr (Bk, ehem. Abzw)                                   |
| Abzweig geradeaus und ehemals nach links · Abzweig geradeaus und ehemals von rechts |                      |                                                        |                                                        |
| Strecke · S-Bahnhof | 2,099 5,599          | Berlin Schönhauser Allee                               | Berlin Schönhauser Allee                               |
| Strecke · Strecke |                      | Ringbahn nach Bln Greifswalder Straße                  | Ringbahn nach Bln Greifswalder Straße                  |
| |                      |                                                        |                                                        |
| Dargestellt sind Strecken und Betriebsstellen im Jahr 2001 |                      |                                                        |                                                        |
| Quellen: |                      |                                                        |                                                        |

Die Bahnstrecke Berlin-Pankow–Berlin Schönhauser Allee war eine zweigleisige elektrifizierte Hauptbahn im Netz der Berliner S-Bahn. Sie wurde infolge des Mauerbaus zur Umfahrung der in West-Berlin gelegenen Bahnhöfe Gesundbrunnen und Bornholmer Straße gebaut und stellte eine direkte Verbindung zwischen der östlichen Berliner Ringbahn und der Stettiner Bahn her. Bereits 1952 elektrifizierte die Deutsche Reichsbahn die parallel verlaufende Güterstrecke zwischen Ring- und Stettiner Bahn, die aufgrund des Mischbetriebs nur eingeschränkt für den S-Bahn-Verkehr zur Verfügung stand. Nach dem Mauerfall wurden 1991 in Höhe der Bösebrücke zwei provisorische Seitenbahnsteige errichtet und somit eine Umsteigemöglichkeit zum wiedergeöffneten S-Bahnhof Bornholmer Straße hergestellt. 2001 folgte die Stilllegung im Zuge der Umbauarbeiten am Nordkreuz. Als Ersatzneubau wurde bis 2003 eine neue Verbindungskurve Bornholmer Straße – Schönhauser Allee gebaut, wodurch eine zusätzliche Verknüpfung mit der Nordbahn entstand.

## Verlauf
Die Strecke begann an der Bahnhofsgrenze von Berlin-Pankow in Höhe der Unterführung Maximilianstraße und schloss unmittelbar an die Vorortgleise der Stettiner Bahn an. Zwischen den Unterführungen Maximilianstraße und Esplanade unterquerte die Strecke die parallel verlaufenden Fern- und Güterstrecke Pankow – Abzweigstelle (Abzw) Vpr und wechselte von der West- auf die Ostseite. Hinter der Esplanade wandte sich die Strecke nach Süden zu und wechselte von Damm- in Troglage. Nördlich der Bösebrücke befand sich bis zur Stilllegung der 1991 provisorisch eingerichtete Haltepunkt Berlin Bornholmer Straße (Ost). Ab der Behmstraßenbrücke wandte sich die Strecke nach Osten und schloss in Höhe der Malmöer Straße an die S-Bahn-Gleise der Berliner Ringbahn an. Das Streckenende befand sich am Einfahrsignal des S-Bahnhofs Schönhauser Allee in Höhe des Stellwerks Vpr (Verbindung Pankow Ring)
Die 2003 eröffnete Verbindungskurve beginnt unmittelbar südlich der Bahnsteige des S-Bahnhofs Bornholmer Straße. Die Streckengleise sind an die Vorortgleise der Stettiner- und Nordbahn angeschlossen. Das Gegengleis Bornholmer Straße – Schönhauser Allee unterquert in einem Tunnel das äußere S-Bahn-Gleis und die vier Ferngleise Gesundbrunnen – Bornholmer Straße sowie die Behmstraßenbrücke und taucht in Höhe des Schwedter Stegs wieder auf. In einem zweiten Tunnel werden die Ferngleise Bornholmer Straße – Schönhauser Allee unterquert, das Gleis fädelt in Höhe der Malmöer Straße in das S-Bahn-Gleis Schönhauser Allee – Gesundbrunnen ein. Das Regelgleis Bornholmer Straße – Schönhauser Allee führt ab der Ausfädelung in einem langgezogenen Tunnelbauwerk bis in Höhe der Malmöer Straße. In Höhe der Schönfließer Straße fädelt das Gleis in das S-Bahn-Gleis Gesundbrunnen – Schönhauser Allee ein.

## Geschichte

### Elektrifizierung der Gütergleise
Infolge des Viermächtestatuts wurde Groß-Berlin im Sommer 1945 in vier Sektoren aufgeteilt. Die vom Nordbahnhof ausgehende Stettiner Bahn verlief über weite Teile durch den sowjetischen Sektor (Ost-Berlin). Die S-Bahnhöfe Gesundbrunnen – an der Kreuzung mit der Ringbahn – und Humboldthain lagen hingegen im Bezirk Wedding im französischen Sektor (West-Berlin). Der S-Bahnhof Bornholmer Straße am Trennungspunkt von Stettiner und Nordbahn grenzte – noch im Ostteil gelegen – unmittelbar an den Westsektor. Für Fahrten zwischen Pankow-Schönhausen und Schönhauser Allee mussten die Fahrgäste seit jeher in Gesundbrunnen umsteigen. Im Mai 1952 schloss die Deutsche Reichsbahn (DR) den Nordbahnhof für den Fernverkehr, Reisezüge fuhren künftig über den Güteraußenring beziehungsweise Berliner Außenring oder über die Verbindungskurve Pankow – Abzw Vpr zum Innenring.
Um eine Direktverbindung Pankow – Schönhauser Allee unter Umgehung der Westsektoren herzustellen, ließ die DR die Verbindungskurve Pankow – Abzw Vpr elektrifizieren. Die Stromschienen wurden vom nahegelegenen Unterwerk Pankow gespeist. In Höhe der Abzweigstellen Ngn und Vnp konnten die Züge über kurze Verbindungen zwischen den Güter- und S-Bahn-Gleisen wechseln, wobei in Höhe der Abzw Ngn die freigewordene Trasse der Ferngleise gekreuzt wurde. Am 25. Dezember 1952 nahm die Reichsbahn den elektrischen Zugbetrieb auf den in der Literatur auch als „Stalinkurve“ titulierten Gütergleisen auf. Wegen des Mischverkehrs mit den Fern- und Güterzügen lag die Zugfolge bei 40 Minuten. Die Güterzüge wechselten zwischen den Abzweigstellen Ngn und Vns auf die parallel verlaufenden Gütergleise der Stettiner- und Nordbahn aus Richtung Gesundbrunnen, sodass die S-Bahn-Züge auf dem kurzen Abschnitt überholen konnten. Mit der Elektrifizierung entstand zudem erstmals eine betriebliche Verknüpfung zwischen der Ringbahn und den Nordstrecken. Hinsichtlich der Reisezeit brachte die Strecke nicht die erhoffte Verkürzung. Die Reichsbahn ließ daher das nach dem Zweiten Weltkrieg abgebaute zweite Streckengleis Bornholmer Straße – Pankow 1953 wieder aufbauen.

### Situation nach dem Mauerbau

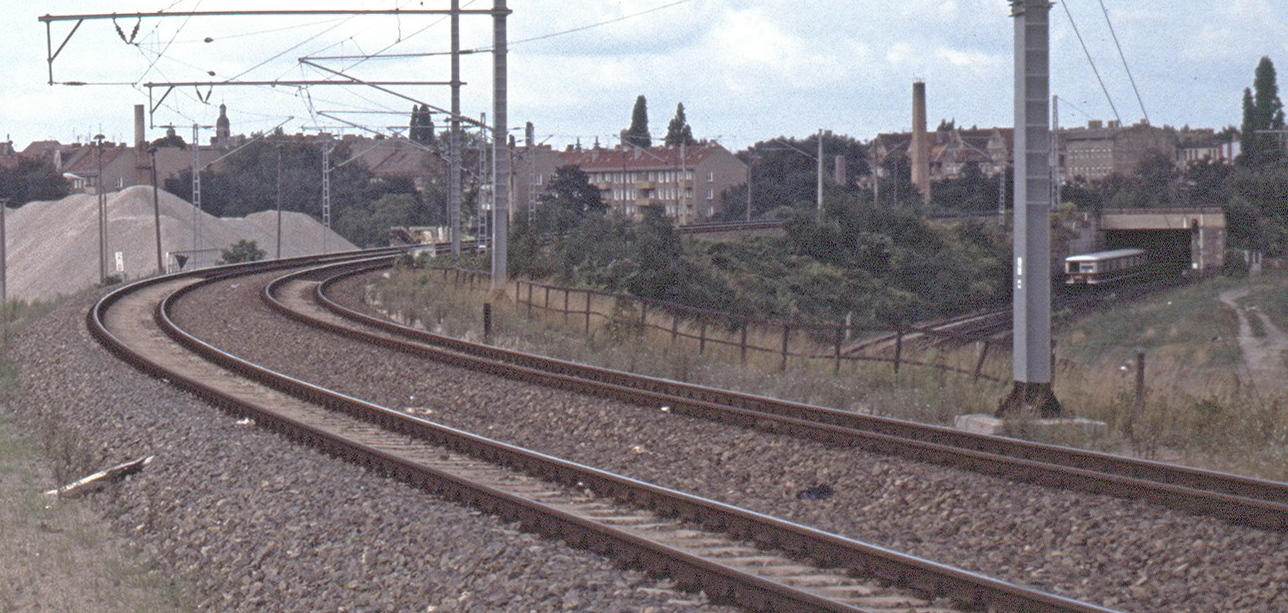
Kreuzungsbauwerk von S-Bahn- und Fernbahnstrecke nördlich der Esplanade, 1991

Mit dem Mauerbau in der Nacht zum 13. August 1961 wurden die Schienenverbindungen entlang der Stettiner Bahn zwischen Pankow und Bornholmer Straße sowie der Ringbahn zwischen Schönhauser Allee und Gesundbrunnen gekappt. Die S-Bahn-Strecke Gesundbrunnen – Bornholmer Straße – Schönholz blieb hingegen weiter in Betrieb, der noch in Ost-Berlin gelegene S-Bahnhof Bornholmer Straße wurde geschlossen. Die Verbindungskurve Pankow – Vpr stellte nach dem Mauerbau den einzigen Anschluss der (östlichen) Stettiner Bahn an das übrige S-Bahn-Netz dar. Die vorhandene Strecke genügte ob der gestiegenen Nutzung sowohl durch Fern- und Güterzüge als auch durch die S-Bahn nicht mehr den Anforderungen. Erschwerend kam hinzu, dass die Ausweichmöglichkeit zwischen Ngn und Vns ebenfalls wegfiel, da diese Gleise fortan nur von West-Berliner Zügen befahren werden sollten. Für den erforderlichen Fünfminutentakt der S-Bahn musste daher eine neue Strecke gebaut werden. Die Reichsbahndirektion Berlin (Rbd Berlin) legte am 31. August 1961 die Aufgabenstellung für das Bauvorhaben vor, die das Ministerium für Verkehrswesen (MfV) Ende des Monats bestätigte. Die neue Strecke sollte südwestlich des S-Bahnhofs Pankow aus der Bestandsstrecke ausfädeln, nahe dem Stellwerk Ngn nördlich der Esplanade die Gütergleise in einem tunnelartigen Kreuzungsbauwerk unterqueren, anschließend parallel zu den Gütergleisen verlaufen und an der Abzweigstelle Vpr in die Ringbahn einfädeln. Für den Bau musste ein westlich des S-Bahnhofs Schönhauser Allee gelegener, 1952 errichteter und nie genutzter hölzerner Kontrollbahnsteig abgerissen werden. Für die Trasse mussten außerdem ein Hof der städtischen Müllabfuhr und das östliche Widerlager der Behmstraßenbrücke abgebrochen werden. Südlich des Kreuzungsbauwerks lagen im Streckenverlauf einige aufzugebende Kleingärten. Für die patrouillierenden Grenzsoldaten wurde eine hölzerne Fußgängerbrücke als Ersatz errichtet. Die Bauarbeiten liefen auf Hochtouren und unter verschärften Sicherheitsvorkehrungen. Fundament, Widerlager und Flügelmauern des südlich der Görschstraße gelegenen Kreuzungsbauwerks wurden aus vorgefertigten Elementen errichtet. Diese bestanden aus unbewehrten Betonklötzen in den Abmessungen 1,20 × 0,60 × 0,50 m mit einer Masse von je 750 kg. Nach Verlegung der Klötze durch einen Eisenbahndrehkran wurden die Stoßfugen mit Flüssigzement vergossen. Die Fahrbahnplatte wurde in 1 m breite Streifen aufgeteilt und mittels Drehkran verlegt. Der aufgetragene Schotter musste mangels geeigneter Geräte vielfach von Hand gestopft werden. Aufgrund der Bauweise erhielt das Bauwerk den beiläufigen Namen „Klötzchentunnel“. Die DR wollte mit dem Bau gleichzeitig Erfahrungen mit der Fertigteilbauweise sammeln, um diese gegebenenfalls für andere Objekte anwenden zu können. Nach 50 Tagen Bauzeit konnte am 7. Dezember 1961 das Gleis Schönhauser Allee – Pankow, drei Tage darauf das Gegengleis in Betrieb gehen. Die im Grenzgebiet gelegenen Stellwerke nahm die Reichsbahn bis 1965 außer Betrieb.
Die unmittelbare Lage im Grenzgebiet hatte einige betriebliche Besonderheiten zur Folge. Die zum West-Berliner Netz gehörigen S-Bahn-Gleise und das Gütergleis Gesundbrunnen – Schönholz sowie die Ost-Berliner Gütergleise und S-Bahn-Gleise Schönhauser Allee – Pankow verliefen in Höhe der Bösebrücke in Sichtweite zueinander, sodass sich die Fahrgäste aus beiden Stadthälften gegenseitig zuwinken konnten. Weiterhin bestand die Gefahr, dass die West-Berliner Züge zur Flucht hätten genutzt werden können. Zwischen beiden Güterstrecken wurde daher anfangs ein rund zwei Meter hoher Maschendrahtzaun errichtet, danach wurde dieser durch einen drei Meter hohen Streckmetallzaun ersetzt. Die Kurve erhielt trotz der relativ hohen Zugdichte keine Sv-Signale und automatischen Streckenblock, zwischen Bornholmer Straße und Pankow waren diese bis zum Mauerbau aufgestellt. Bei der Ausrüstung des Berliner S-Bahn-Netzes mit dem Automatikblock AB 70 S wurde die Strecke ebenfalls nicht berücksichtigt.

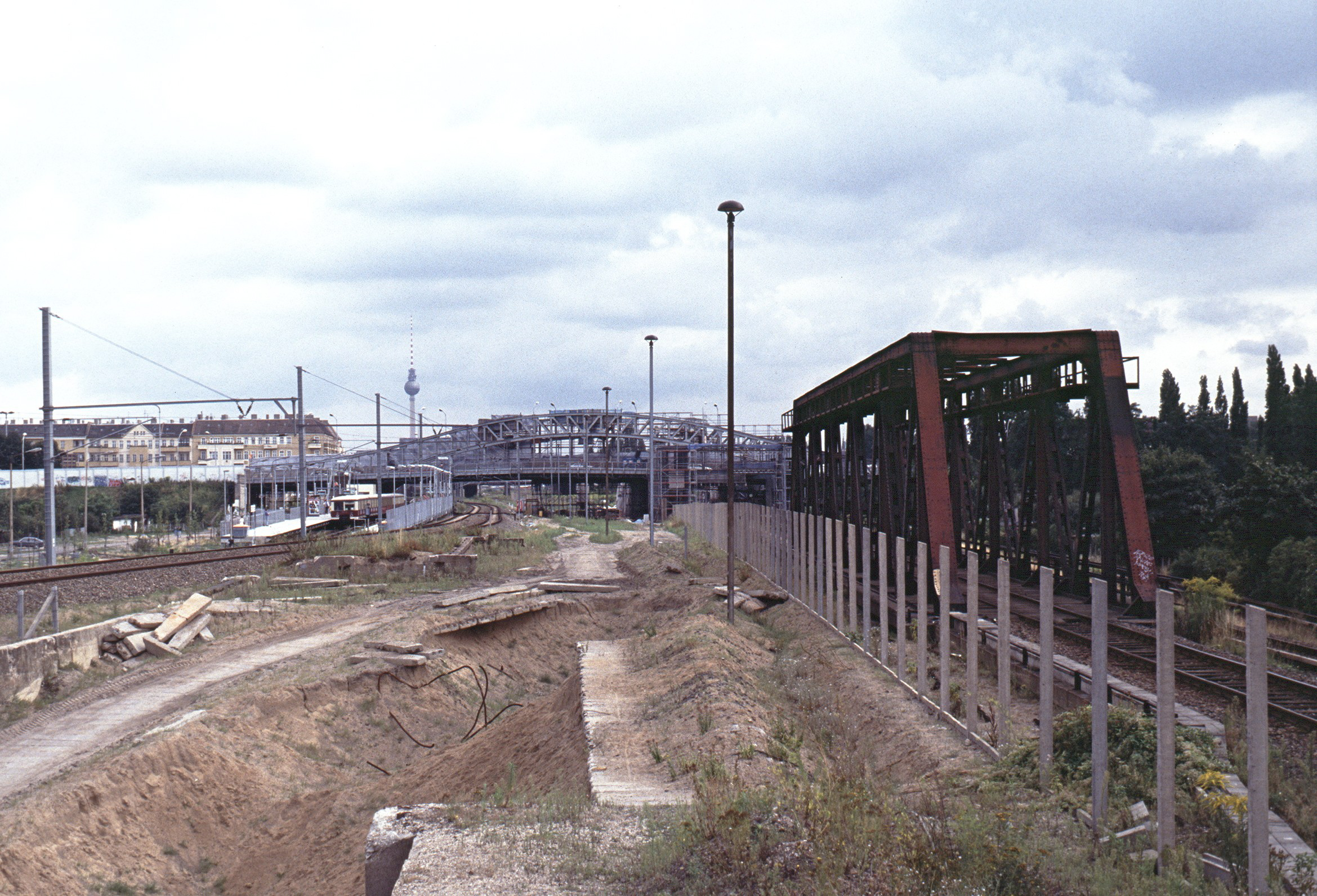
Blick vom Schaltwerk Pankow zur Bösebrücke, 1991. Über die Brücke rechts im Bild führt das Gütergleis der Nordbahn (zuvor S-Bahn) über die 1961 unterbrochenen S-Bahn-Gleise der Stettiner Bahn; der Einschnitt war wenige Jahre zuvor verfüllt worden. Die direkt angrenzende Reihe Betonpfähle künden von der Mauer, die wegen der Elektrifizierung der Ost-Berliner Gütergleise nach Westen verschoben werden sollte. Sie wurde nie fertiggestellt. Der links im Bild sichtbare Haltepunkt Bornholmer Straße (Ost) war wenige Wochen vor der Aufnahme in Betrieb gegangen.

Die Triebfahrzeugführer waren angewiesen, im Grenzabschnitt mit mindestens 40 km/h und ohne Halt zu fahren. Als nachteilig erwies sich hierbei der Standort des Einfahrsignals des S-Bahnhofs Pankow am südlichen Widerlager des „Klötzchentunnels“. Später wurde dieses nach Norden versetzt und anstelle des alten Einfahrsignals ein Vorsignalwiederholer aufgestellt. Sollte es zu einem außerplanmäßigen Halt kommen, musste sich das Zugpersonal durch dreimaliges Heben der weißen Handleuchte in Richtung des nächsten Postens und Beantwortung durch selbigen erkenntlich machen. Bei längeren Aufenthalten waren zudem die benachbarten Fahrdienstleiter und der Grenzposten im Kontrollturm über eine der aufgestellten Sprechsäulen zu verständigen. Die Fahrgäste wurden in diesem Fall über Lautsprecher vor dem unberechtigten Verlassen des Zuges gewarnt und dazu angehalten, die Wagentüren geschlossen zu halten. Ein Verlassen des Zuges war nur unter Anleitung von Mitarbeitern der Reichsbahn und der Transportpolizei gestattet. Da das Kreuzungsbauwerk vom Kontrollturm aus nicht einsehbar war, installierten die Grenztruppen Ende der 1970er Jahre einen Komplex aus Lichtschranken in dem Tunnel. Diese waren so angebracht, dass ein durchfahrender S-Bahn-Zug mehrere von ihnen gleichzeitig unterbrach und somit erkannt wurde. Ein einzelner Mensch, dem dies nicht gelingen konnte, löste hingegen für ihn unsichtbaren Alarm auf dem Kontrollturm aus.
Im Zeitraum von 1961 bis 1989 sind wenigstens vier Todesfälle von Flüchtenden bekannt, die im Zusammenhang mit der S-Bahn-Strecke stehen:
- Am 25. November 1963 wurde Dietmar Schulz südlich der Maximilianstraße von einem S-Bahn-Zug erfasst, er starb kurze Zeit darauf.[18]
- Am 8. August 1965 wurde Klaus Kratzel vermutlich im Kreuzungsbauwerk an der Görschstraße von einem Zug erfasst und tödlich verletzt.[19]
- Am 1. März 1973 verletzte sich Volker Frommann beim Sprung aus einem S-Bahn-Zug schwer und verstarb kurz darauf im Krankenhaus.[20]
- Am 13. Januar 1989 wollte Ingolf Diederichs die Grenzanlagen im Bereich der Bösebrücke mit einer selbstgebauten Leiter überqueren. Beim Sprung aus der S-Bahn blieb er hängen und wurde zu Tode geschleift.[21]

1984 gelang es einer Person, einen auf den benachbarten Gütergleisen fahrenden Schnellzug mit einer Notbremsung zum Halten zu bringen und die Sicherungsanlagen mit einer Metallleiter zu überwinden. Als Konsequenz ersetzten die Grenztruppen den Streckmetallzaun durch eine Betonmauer mit aufgesetzten Rundelementen.

### Stilllegung und Neubau der Verbindungskurve
Die Arbeiten zur Wiederinbetriebnahme des S-Bahnhofs Bornholmer Straße begannen in der Wendezeit am 15. August 1990 und waren am 22. Dezember 1990 abgeschlossen. Auf Anregung des Berliner Fahrgastverbandes IGEB ließ die DR an der Verbindungskurve Pankow – Schönhauser Allee zwei Seitenbahnsteige errichten, die am 5. August 1991 in Betrieb gingen. Beide S-Bahnhöfe waren damit über einen 60 Meter langen Fußweg über die Bösebrücke miteinander verbunden. Langfristig war eine Verknüpfung beider Trassen im (westlichen) S-Bahnhof Bornholmer Straße vorgesehen. Dieses wurde dann auch im 1992 beschlossenen Pilzkonzept festgeschrieben, das unter anderem die Wiederherstellung und den Ausbau der Gleisanlagen im Kreuzungsbereich von Stettiner, Nord- und Ringbahn vorsah. Da das Vorhaben im laufenden Betrieb umgesetzt werden musste, waren mehrere Zwischenzustände vorgesehen. Am 10. September 2001 ging die Verbindungskurve Pankow – Schönhauser Allee nach rund 40 Jahren außer Betrieb. Eine Woche darauf gingen am 17. September 2001 die Ringbahn zwischen Schönhauser Allee und Gesundbrunnen sowie die Stettiner Bahn zwischen Bornholmer Straße (West) und Pankow wieder in Betrieb.
| Gleis Schönhauser Allee – Bornholmer Straße in Höhe des Schwedter Stegs, 2014. Das Gleis der Gegenrichtung führt parallel dazu nicht sichtbar durch ein Tunnelbauwerk. |                      |                                          |                                          |
| Streckennummer (DB): | 6018                 |                                          |                                          |
| Kursbuchstrecke (DB): | 200.8, 200.85        |                                          |                                          |
| Streckenlänge: | 0,7 km               |                                          |                                          |
| Spurweite: | 1435 mm (Normalspur) |                                          |                                          |
| Streckenklasse: | C4                   |                                          |                                          |
| Stromsystem: | 750 V =              |                                          |                                          |
| Minimaler Radius: | 280 m                |                                          |                                          |
| Zugbeeinflussung: | Bernauer Fahrsperre  |                                          |                                          |
| Zweigleisigkeit: | durchgehend          |                                          |                                          |
| |                      |                                          |                                          |
| \| \| \| von Bln-Blankenburg \| \| \| \| \| von Bln-Schönholz (F-Bahn) \| \| \| \| \| von Bln-Schönholz (S-Bahn) \| \| \| \| 0,000 \| Berlin Bornholmer Straße \| Berlin Bornholmer Straße \| \| \| \| nach Bln-Gesundbrunnen (S-Bahn) \| \| \| \| \| nach Bln-Gesundbrunnen (F-Bahn) \| \| \| \| \| \| \| \| \| \| \| \| \| \| 0,744 5,140 \| Ringbahn von Bln-Gesundbrunnen (S-Bahn) \| Ringbahn von Bln-Gesundbrunnen (S-Bahn) \| \| \| \| Ringbahn von Bln-Gesundbrunnen (F-Bahn) \| \| \| \| \| \| \| \| \| 5,750 \| Berlin Schönhauser Allee (Bft) \| Berlin Schönhauser Allee (Bft) \| \| \| \| Ringbahn nach Berlin Greifswalder Straße \| \| |                      |                                          |                                          |
| Strecke · Strecke |                      | von Bln-Blankenburg                      | von Bln-Blankenburg                      |
| Strecke quer · Kreuzung geradeaus unten · Abzweig geradeaus und von rechts |                      | von Bln-Schönholz (F-Bahn)               | von Bln-Schönholz (F-Bahn)               |
| Strecke von rechts · Strecke · Strecke |                      | von Bln-Schönholz (S-Bahn)               | von Bln-Schönholz (S-Bahn)               |
| S-Bahnhof · S-Bahnhof · Dienststation / Betriebs- oder Güterbahnhof | 0,000                | Berlin Bornholmer Straße                 | Berlin Bornholmer Straße                 |
| Strecke nach rechts · Tunnelanfang · Strecke |                      | nach Bln-Gesundbrunnen (S-Bahn)          | nach Bln-Gesundbrunnen (S-Bahn)          |
| Strecke quer · Kreuzung mit oberirdischer Strecke (im Tunnel) · Abzweig geradeaus und nach rechts |                      | nach Bln-Gesundbrunnen (F-Bahn)          | nach Bln-Gesundbrunnen (F-Bahn)          |
| Tunnelende · Strecke |                      |                                          |                                          |
| Strecke von links · Kreuzung geradeaus unten · Strecke nach rechts |                      |                                          |                                          |
| Kreuzung geradeaus oben · Abzweig quer und nach links · Strecke von rechts | 0,744 5,140          | Ringbahn von Bln-Gesundbrunnen (S-Bahn)  | Ringbahn von Bln-Gesundbrunnen (S-Bahn)  |
| Kreuzung geradeaus oben · Strecke von rechts · Strecke |                      | Ringbahn von Bln-Gesundbrunnen (F-Bahn)  | Ringbahn von Bln-Gesundbrunnen (F-Bahn)  |
| Strecke nach links · Abzweig geradeaus und von rechts · Strecke |                      |                                          |                                          |
| Dienststation / Betriebs- oder Güterbahnhof · S-Bahnhof | 5,750                | Berlin Schönhauser Allee (Bft)           | Berlin Schönhauser Allee (Bft)           |
| Strecke · Strecke |                      | Ringbahn nach Berlin Greifswalder Straße | Ringbahn nach Berlin Greifswalder Straße |

Der Neubau der S-Bahn-Strecke Bornholmer Straße – Schönhauser Allee konnte erst erfolgen, nachdem die Fern- und Gütergleise von Pankow nach der Ringbahn in ihrer endgültigen Lage fertiggestellt waren. Die neuen S-Bahn-Gleise gingen am 16. Juni 2003 in Betrieb. Damit verbunden waren nun die Möglichkeit eines bahnsteiggleichen Umstiegs am S-Bahnhof Bornholmer Straße sowie eine direkte Verbindung von der östlichen Ringbahn sowohl zur Stettiner als auch zur Nord- und Kremmener Bahn.

## Betrieb
Die 1952 elektrifizierte Verbindungskurve wurde zunächst von der Zuggruppe C (ab 1954: K) im 40-Minuten-Takt befahren. Die Zuggruppe fuhr zunächst zwischen Westkreuz und Blankenburg und wurde 1955 bis Warschauer Straße verkürzt. Nach dem Mauerbau verkehrte die Zuggruppe 2 (Bernau – Grünau) anstelle der eingestellten Zuggruppe K, dafür aber im 20-Minuten-Takt. Hinzu kam bis November 1961 ein dampfbetriebener Pendelzug zwischen Oranienburg und Greifswalder Straße.
Mit der Fertigstellung der S-Bahn-Gleise im Dezember 1961 konnten neben der Zuggruppe 2 auch die Zuggruppen N/NI nach Blankenburg und die wieder eingerichtete Zuggruppe K nach Oranienburg von der Ring- zur Stettiner Bahn verlängert werden. Der Abstand betrug jeweils 20 Minuten. Bis 1970 kamen zwei weitere Zuggruppen hinzu. Eine weitere Erhöhung der Zugzahlen war aufgrund der großen Hauptsignalabstände nicht möglich.
| KBS | Zuggruppe | Verkehrstage | Züge/h | Laufweg                            | Bemerkungen          |
| --- | --------- | ------------ | ------ | ---------------------------------- | -------------------- |
| 140 | K         | Mo–So        | 3      | Flughafen Schönefeld – Oranienburg |                      |
| 141 | M         | Mo–Fr        | 3      | Pankow – Schöneweide ( – Grünau)   | nur im Berufsverkehr |
| 141 | N         | Mo–So        | 3      | Bernau – Grünau (– Zeuthen)        |                      |
| 142 | O         | Mo–Fr        | 3      | Blankenburg – Spindlersfeld        | nur tagsüber         |
| 143 | L         | Mo–Fr        | 3      | Buch – Alexanderplatz              |                      |
| 143 | U         | Sa–So        | 3      | Buch – Schöneweide                 | nur tagsüber         |

Mit der Einführung von Liniennummern erhielten die Zuggruppen K und KI (bis 1990: M) die Linienbezeichnung S10, die Zuggruppe N fuhr als Linie S8, die Zuggruppen O und U als S85 und die Zuggruppe L als S86. Nach der Wiedereröffnung des Südrings im Dezember 1993 stellte die Reichsbahn die Linie S85 ein, mit dem Sommerfahrplan 1994 dann auch die Linie S86. Die verbliebenen Linien S8 und S10 fuhren mit jeweils zwei Zuggruppen. Mit dem Ringbahnlückenschluss über Sonnenallee am 18. Dezember 1997 wurden die Verstärkerfahrten auf beiden Linien zugunsten der neu eingerichteten Linie S4 (Jungfernheide – Schönhauser Allee) eingestellt. Da so nur noch zwei Zuggruppen über die Strecke fuhren, wurde die S4 mit zwei Zuggruppen im Frühjahr 1998 über die „Ulbrichtkurve“ bis Bernau verlängert. Vor der Streckenstilllegung im September 2001 befuhren die S4, S8 und S85 die Strecke, letztere gingen (mit Unterbrechungen) 2003 auf die neue Verbindungskurve über.
| KBS    | Zuggruppe | Verkehrstage | Züge/h | Laufweg                     | Bemerkungen  |
| ------ | --------- | ------------ | ------ | --------------------------- | ------------ |
| 200.4  | A         | Mo–So        | 3      | Bernau – Westhafen          |              |
| 200.4  | AI        | Mo–So        | 3      | Buch – Westhafen            |              |
| 200.8  | N         | Mo–So        | 3      | Birkenwerder – Grünau       |              |
| 200.85 | KI        | Mo–So        | 3      | Blankenburg – Spindlersfeld | nur tagsüber |